# Eduard Schleich
Eduard Schleich (12. oktober 1812 i Haarbach ved Landshut – 8. januar 1874 i München) var en tysk landskabsmaler. 
Schleich kom på Münchens Akademi, hvor han kun mødte liden Forstaaelse og heller ikke lærte synderligt.
Rottmann og Morgenstern blev hans Forbilleder, men dog særlig de gl Hollændere (Goyen,
Ruisdael etc.). Han fandt sig snart sit Domæne, hvor han dannede formelig Skole i sydtysk Kunst:
jævne, flade Egne (fra Isar, Dachauer Moos), hvor hele Billedvirkningen beror paa Lys- og
Luftspillet; i Fremstillingen af Atmosfæren blev han snart en hel Mester; der er stærk, men
tung Stemning i hans Arbejder. Efterhaanden tog S. dog alt for rutinemæssig paa sine
Motiver. Bekendte Værker: »Starnberg-Søen« (1860, Grev Schack, München), »Isar Dal« (1860, Ny
Pinakotek, München), »Maaneskinsnat ved Rotterdam« (German.-Mus. i Nürnberg); han er
rigelig repræsenteret i tyske Museer. Sønnen Eduard S. (1852—93) malede ganske efter Faderens Art.